# Kocierz (Równina Gryficka)
Kocierz – wzniesienie na Równinie Gryfickiej o wysokości 57,6 m n.p.m., położone nad Jeziorem Rejowickim, w woj. zachodniopomorskie, w powiecie gryfickim, na pograniczu gminy Płoty i gminy Gryfice.
Na południowej części Kocierzy porośniętej lasem, odkryto w 1994 roku jedno stanowisko popielicy. Ostoję popielicy stanowiło wtedy ok. 12 ha starych drzewostanów bukowych z domieszką dębu, leszczyny i jesionu. 
Przy południowo-wschodnim podnóżu Kocierzy znajduje się Jezioro Rejowickie, będące zbiornikiem przepływowym rzeki Regi.
Ok. 1,2 km na południowy wschód od wzniesienia leży wieś Kocierz.
Nazwę Kocierz wprowadzono urzędowo rozporządzeniem w 1949 roku, zastępując poprzednią niemiecką nazwę Kutzersche Berge.